# Marise Payne
Marise Ann Payne (Sydney, 29 de juliol de 1964) és una política australiana. És actualment, i d'ençà del 2018, ministra d'Afers exteriors i també a partir del 2021 ministra de les Dones d'Austràlia. Alhora com a representant del Partit Liberal és senadora de Nova Gal·les del Sud d'ençà de l'any 1997. Va ser anteriorment ministra de Defensa el 2015 sota el govern del primer ministre Malcolm Turnbull, essent llavors la primera dona a ocupar aquest càrrec.

## Biografia
Marise Payne nasqué a Sydney el 1964, filla d'Ann Noreen (nascuda Johns) i William Elliott Payne. El seu pare, un veterà de la Segona Guerra Mundial, treballava com a comptable i agricultor. Va créixer al parc Bardwell, als afores del sud de Sydney. Va estudiar a la MLC School i més endavant a la Universitat de Nova Gal·les del Sud, on obtingué un Bachelor of Arts i també un Bachelor of Laws.